# Central Nuclear de Fukushima I
Central Nuclear de Fukushima I é uma central nuclear localizada na cidade de Okuma, no distrito de Futaba, na Prefeitura de Fukushima na ilha de Honshu, Japão. Foi a primeira central nuclear construída e administrada pela The Tokyo Electric Power Company (Tepco), e é formada por seis reatores de água fervente. Esses reatores de água leve têm uma capacidade combinada de 4,7 GW, fazendo de Fukushima I uma das 25 maiores centrais nucleares do mundo.
A Central Nuclear de Fukushima II, situada 11,5 km ao sul, também é a administrada pela Tepco.

## Sismo de Sendai de 2011

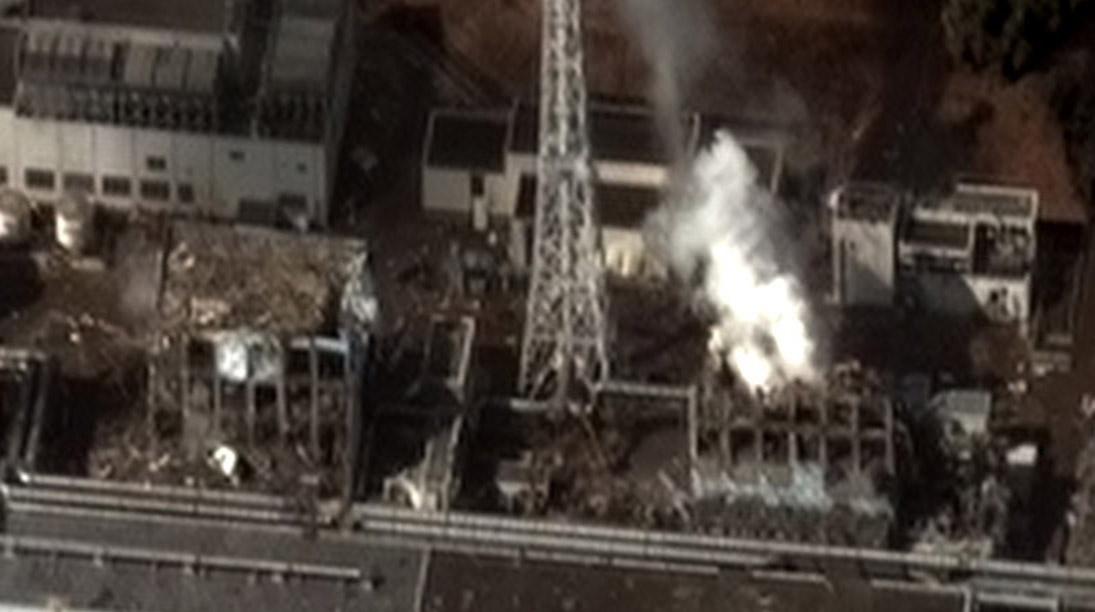
Três dos reatores da Fukushima Daiichi superaqueceram, causando colapsos que eventualmente levaram a explosões, que liberaram grandes quantidades de material radioativo no ar.

Um dos efeitos do sismo e tsunami de Sendai (ou de Tōhoku), ocorrido no dia 11 de março de 2011, foi a explosão ocorrida no dia 12 de março na Central Nuclear de Fukushima I. O tsunami atingiu-a e provocou uma avaria no sistema de refrigeração. O corte de eletricidade impediu a recuperação desse sistema, permitindo que os bastões de combustível continuassem a aquecer, aumentando a pressão e originando uma explosão.
No dia anterior fora declarado estado de emergência na central nuclear e, apesar da informação de que não havia fugas radioativas, evacuaram-se cerca de 3 000 residentes num raio de 3 km do reator. Horas depois o raio de evacuação tinha sido aumentado para 10 km, afetando já 45 000 pessoas.
O reator é refrigerado através da circulação de água através do seu combustível nuclear, tendo sido detectada uma alta pressão de vapor no reator - o dobro do permitido. A empresa Tokyo Electric Power avaliou a possibilidade de liberar parte desse vapor para reduzir a pressão no reator, vapor esse que contém material radioactivo. Os níveis de radiação na sala de controlo da central eram cerca de 1 000 vezes maiores que os níveis normais, e, na entrada da central, foram medidos níveis 8 vezes superiores aos normais, existindo a possibilidade de um derretimento nuclear.
O primeiro-ministro japonês, Naoto Kan, falou ao país após o sismo, lamentando o sucedido e oferecendo as suas condolências às famílias das vítimas. Indicou igualmente que já estaria em marcha a construção de um quartel-general para as operações de emergência e assegurou que não havia sido detectada nenhuma fuga radioactiva nas centrais nucleares do país.
Em 15 de março o acidente foi classificado como nível 6 (o nível máximo é 7). Em 11 de abril, a classificação subiu para o nível 7, o mesmo do acidente de Chernobyl.

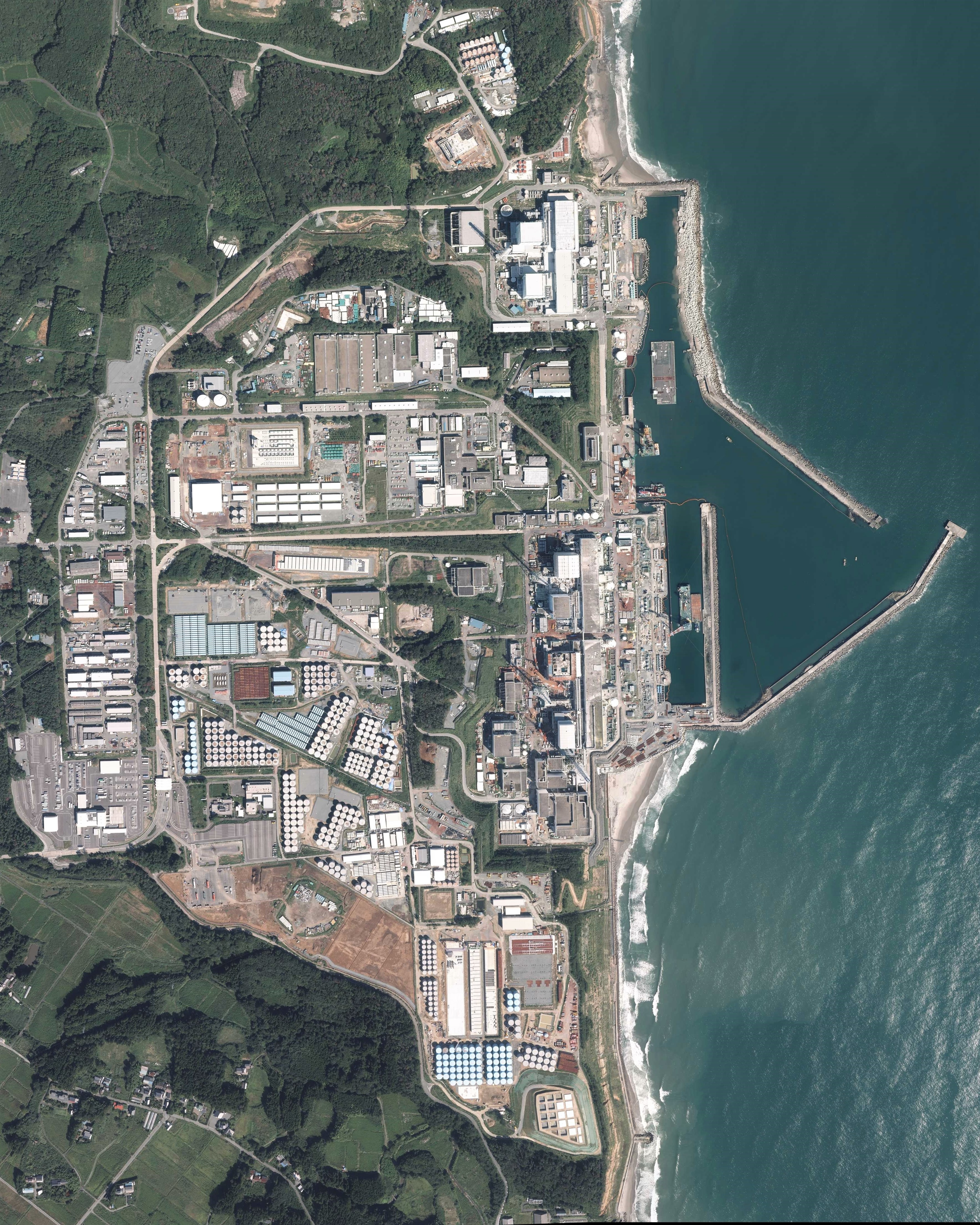
Usina Nuclear de Fukushima Daiichi em 2013.

## Vazamentos de material radioativo
Em 9 de abril de 2013, houve vazamento de água radioativa proveniente dos tanques subterrâneos de armazenamento, contaminando o solo e água nas proximidades. A Tepco informou que o vazamento havia sido mínimo e que fora controlado, sendo que a água radioativa já tinha sido armazenada numa área restrita. Na ocasião, a central de Fukushima já tinha armazenado mais de 270 mil toneladas de água altamente radioativa, consumindo mais de 80% da capacidade de armazenamento da central. A Tepco adiantou que a quantidade de água contaminada deve dobrar nos próximos três anos e que planeja atender a demanda de armazenamento através da construção de centenas de tanques de água adicionais, em meados de 2015.
Três meses depois, a 9 de julho, a Tepco informou que o nível de césio radioativo da água num poço da área da central era 90 vezes superior do que ao de três dias anteriores, e que a água contaminada se poderia espalhar pelo Oceano Pacífico. A Tepco também informou que os níveis de césio 134 na água do poço estavam em 9 000 becquerels por litro, ou seja, 150 vezes acima do nível máximo permitido. Já o nível de césio-137 atingia 18 000 becquerels - 200 vezes o nível permitido. Foram os mais altos níveis de césio apresentados desde o desastre de março de 2011.

## Contaminação do Oceano Pacífico

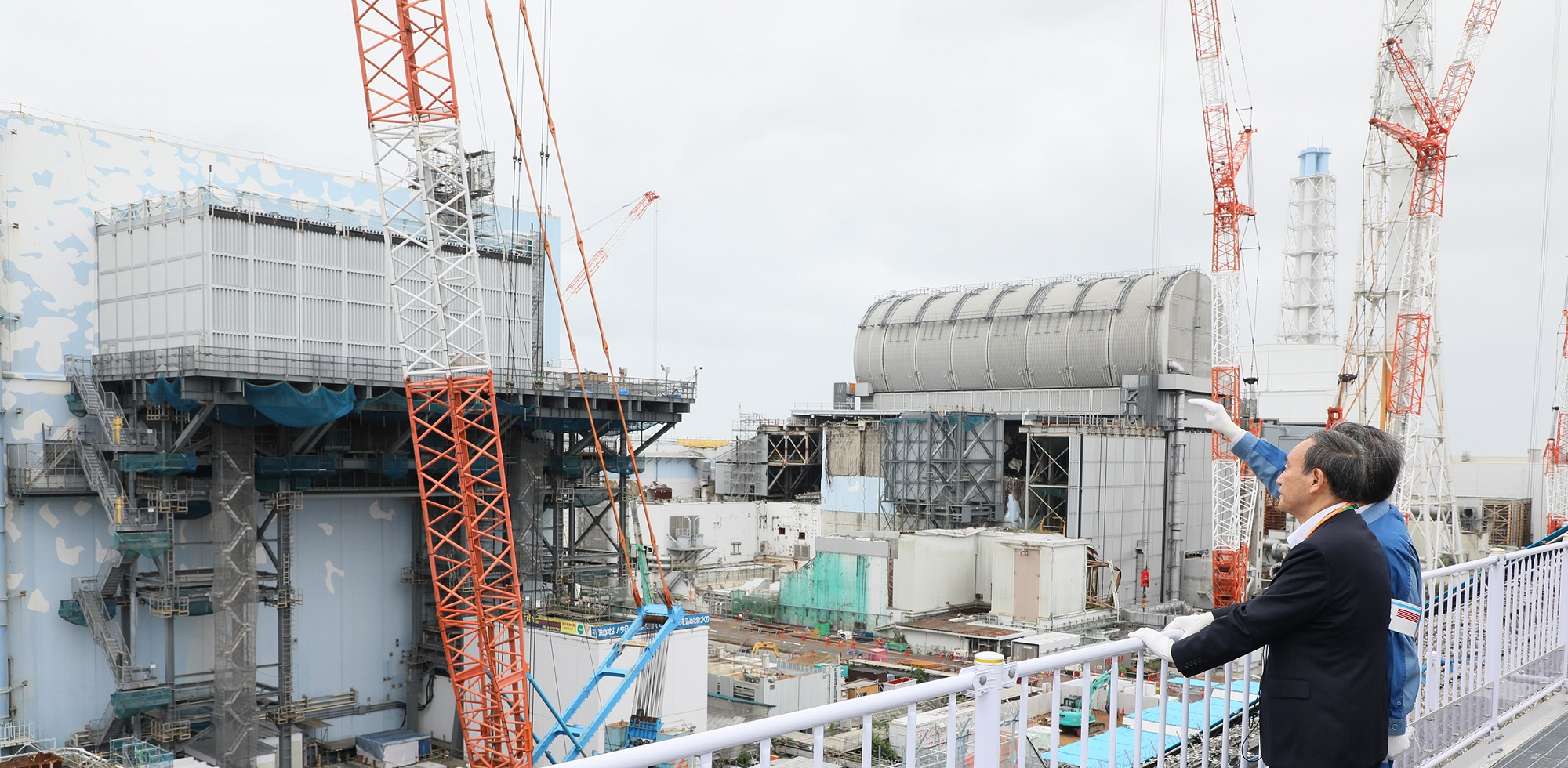
Primeiro-ministro Yoshihide Suga inspecionado a Usina Nuclear Daiichi no dia 26 de setembro de 2020.

Em agosto de 2013, quase dois anos e meio após o acidente nuclear, verificaram-se vários vazamentos de material radioativo e, ainda, a possibilidade de um grande transbordamento de água contaminada com material radioativo para o oceano Pacífico, colocando em estado de emergência o complexo nuclear de Fukushima e acirrando as pressões sobre a Tepco. O governo do Japão acredita que os vazamentos de água estejam ocorrendo há dois anos.
A Tepco havia construído uma barreira subterrânea junto ao mar, mas a água proveniente dos reatores danificados está passando por cima da estrutura de contenção. Segundo um dirigente do Ministério da Economia, Comércio e Indústria do Japão, o volume de água despejado diariamente no Pacífico é de aproximadamente 300 toneladas por dia. Segundo o jornal Asahi Shimbun, uma força-tarefa do governo japonês calculou em três semanas o prazo para a água contaminada chegar à superfície.
Nos últimos dois meses, a Tepco tem trabalhado com o Governo numa solução que consiste em congelar o solo em volta dos reatores, para impedir a saída de água radioativa e o contato com a água limpa que vem das montanhas. Para isso, será necessário fazer perfurações no solo e injetar um fluido refrigerante, num perímetro de 1,4 km. A metodologia nunca foi testada nessa escala e poderá custar 40 000 milhões de ienes (310 milhões de dólares).
Até pouco tempo atrás, a Tepco dizia que mantinha a água radioativa na região da usina e que havia sido bem-sucedida em evitar que essa água fosse para o oceano. Tal afirmação foi contestada, e a Tepco afinal admitiu que provavelmente parte da água contaminada estaria vazando para o mar.